# Stazione di Bucchi
La stazione di Bucchi era una stazione ferroviaria posta al km 223+372 sulla ferrovia Jonica. Serviva il centro abitato di Bucchi, nel comune di Crotone.
La gestione dell'impianto è affidata a Rete Ferroviaria Italiana.